# Sapeaçu
Sapeaçu is een gemeente in de Braziliaanse deelstaat Bahia. De gemeente telt 17.087 inwoners (schatting 2009).

## Verkeer en vervoer
De plaats ligt aan de noord-zuidlopende weg BR-101 tussen Touros en São José do Norte. Daarnaast ligt ze aan de wegen BR-242 en BA-242.